# Paschase Broët
Pour les articles homonymes, voir Broët.
Paschase Broët, né vers 1500 à Bertrancourt, dans la Somme (France) et décédé le 14 septembre 1562 à Paris, est un prêtre jésuite français, un des premiers compagnons d'Ignace de Loyola et cofondateur de la Compagnie de Jésus. Il est brièvement nonce apostolique en Irlande, et devient plus tard le premier supérieur provincial des Jésuites en France.

## Biographie
Paschase Broët étudie à Amiens. Il est ordonné prêtre le 12 mars 1524 et est nommé en paroisse. En 1534, il est étudiant à Paris où il fait les 'Exercices spirituels' sous la direction de Pierre Favre et il rejoint le groupe d’Ignace de Loyola. Il obtient sa 'Licence d'Arts' le 14 mars 1536.
Le 15 août 1536 il se joint au groupe des amis dans le Seigneur qui, en l'absence d'Ignace, renouvelle les vœux de pauvreté et chasteté prononcés à Montmartre deux ans auparavant. Ils promettent en outre de faire un pèlerinage à Jérusalem, si les circonstances le permettent.

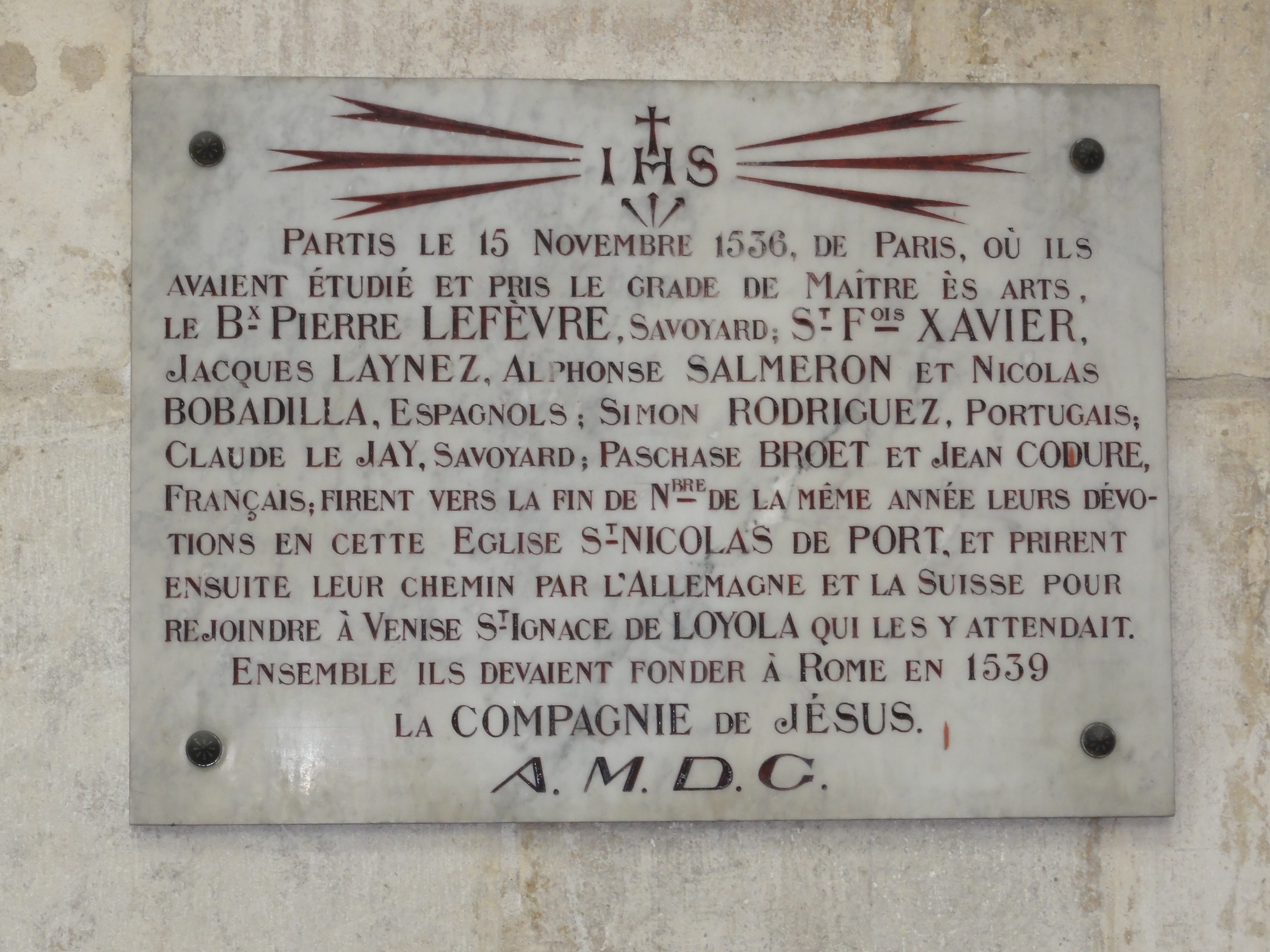
Plaque dans la basilique Saint-Nicolas-de-Port, commémorant le passage des neuf compagnons en route vers Venise en 1536

En 1536-1537 Broët accompagne les autres compagnons d'Ignace à travers la France, l'Allemagne et la Suisse pour rejoindre celui-ci à Venise, puis à Rome, où le projet de fondation de la Compagnie de Jésus en tant qu'ordre religieux sera approuvé en 1540 par le pape Paul III.
Paschase Broët se voue à un apostolat intense de prédications, réconciliations, réformes de couvents et monastères en Italie, voyageant de ville en ville. En 1542 il est pour quelques mois nonce apostolique en Irlande au moment du schisme d’Henri VIII, une mission qui n'a pas le succès escompté.
En 1551 il est engagé à fonder un collège à Ferrara, et en décembre 1551 Ignace de Loyola le nomme supérieur provincial pour l'Italie, en vue de fonder une série de collèges. Six mois plus tard, la deuxième session du Concile de Trente ayant été suspendue, il est remplacé en Italie par le père Jacques Lainez et envoyé à Paris comme responsable du collège de Clermont, qui vient d'être fondé en 1550. En 1554, Ignace nomme Broët supérieur provincial pour la France, le premier à remplir cette fonction.
Pendant l'épidémie de peste de 1562, les pères jésuites quittent Paris pour le collège de Billom, mais Paschase Broët décide d'y rester. Il contracte alors la maladie qui conduit à sa mort, le 14 septembre 1562.